# Herbert Feis
Herbert Feis (* 7. Juni 1893 in New York City; † 2. März 1972 in Winter Park, Florida) war ein US-amerikanischer Historiker, Ökonom und politischer Berater zur internationalen Politik für das Außenministerium der Vereinigten Staaten in den Regierungen der Präsidenten Herbert Hoover und Franklin D. Roosevelt.

## Leben
Feis war ein Sohn jüdischer Immigranten aus dem Elsass, die im 19. Jahrhundert nach Amerika auswanderten. Seinen Schulabschluss erwarb er am Harvard College. Er heiratete Ruth Stanley-Brown, eine Enkelin des Präsidenten James A. Garfield.
Feis begann an der Harvard University (1920–1921), wurde Associate Professor für Wirtschaft an der University of Kansas (1922–1925) und Professor sowie Abteilungsleiter an der University of Cincinnati (1926–1929). Von 1922 bis 1927 war er zugleich Berater für amerikanische Wirtschaft an der Genfer Internationalen Arbeitsorganisation (ILO) des Völkerbundes. Beim Council on Foreign Relations der USA war er angestellt von 1930 bis 1931. Von dort wechselte er in das State Department unter Henry L. Stimson bzw. ab 1933 unter Cordell Hull, für das er an vielen internationalen Finanzkonferenzen als Zollexperte teilnahm, u. a. an der Londoner Konferenz von 1933. Von 1943 bis 1947 war er Senior Berater in der Kriegsabteilung.
Seine historischen Studien füllten die folgenden 25 Jahre, in denen er die US-Außenpolitik von 1933 bis 1950 untersuchte, auch auf Grundlage geheimer Dokumente, die ihm zugänglich waren. Seine Deutung des Kalten Krieges schuf die „orthodoxe“ Meinung, die USA hätten nur auf die aggressive Expansion Stalins reagiert. Ihr traten später die „Revisionisten“ im Gefolge von William A. Williams entgegen und wiesen auf gegen die SU gerichtete Initiativen der USA hin. Zum Atombombenabwurf 1945 vertrat Feis die Auffassung, er habe den Krieg verkürzen sollen und nicht die Sowjets abschrecken.
1960 wurde Feis in die American Academy of Arts and Sciences gewählt. Er legte 13 Monographien vor und gewann für Between War and Peace: The Potsdam Conference den Pulitzer-Preis 1961. Seine Arbeiten wurden teilweise kritisiert, weil er als Regierungsmitarbeiter mit zu geringer Distanz zum Geschehen gearbeitet habe.

## Herbert Feis Award
Der Herbert Feis Award wird jährlich seit 1984 durch die American Historical Association  für ein jüngeres Werk eines Historikers oder sonstigen Gelehrten in Public History verliehen.

## Schriften
- The Settlement of Wage Disputes (Macmillan, 1921)
- Europe the World’s Banker, 1870–1914: an account of European foreign investment and the connection of world finance with diplomacy before the war (1930) online
- The Changing Pattern of International Economic Affairs (1940)
- Seen from E.A.: Three International Episodes (1947) online
- The Spanish Story: Franco and the Nations at War (1948) online
- The Road to Pearl Harbor: The Coming of the War Between the United States and Japan (1950) online
- The China Tangle: The American Effort in China from Pearl Harbor to the Marshall Mission (1953) online
- Churchill, Roosevelt, Stalin: The War They Waged and the Peace They Sought (1957)[5]
- Between War and Peace: The Potsdam Conference (1960) (Pulitzer Prize) online[6]
  - Zwischen Krieg und Frieden: Das Potsdamer Abkommen, Frankfurt/M. 1961
- Japan Subdued: The Atomic Bomb and the End of the War in the Pacific (1961)
- The Atomic Bomb and the End of World War II (1966)[7]
- 1933: Characters in Crisis (1966)
- Contest over Japan (1967)
- The Birth of Israel (1969)
- From Trust to Terror: The Onset of the Cold War, 1945–1950 (1970) ISBN 978-0-393-05425-5

## Einzelbelege
1. ↑  https://de.alphahistory.com/kalter-Krieg/Historiker-Herbert-Feis/
2. ↑  Book of Members 1780–present, Chapter F. (PDF; 1,1 kB) In: amacad.org. American Academy of Arts and Sciences, abgerufen am 24. Juni 2022 (englisch).
3. ↑  "Herbert Feis." Dictionary of American Biography (1994).
4. ↑  Herbert Feis Award | AHA. Abgerufen am 24. Juni 2022.
5. ↑  Herbert Feis: Churchill Roosevelt Stalin. Princeton University Press, 1957 (englisch, archive.org).
6. ↑  HERBERT FEIS: BETWEEN WAR AND PEACE. 1960 (google.com [abgerufen am 24. Juni 2022]).
7. ↑  Herbert Feis: The Atomic Bomb and the End of World War II. 2nd Revised Auflage. Princeton University Press, 1966, ISBN 978-0-691-05601-2 (englisch).

| Personendaten    | Personendaten                |
| ---------------- | ---------------------------- |
| NAME             | Feis, Herbert                |
| ALTERNATIVNAMEN  | Fayis, Hirbirt               |
| KURZBESCHREIBUNG | US-amerikanischer Historiker |
| GEBURTSDATUM     | 7. Juni 1893                 |
| GEBURTSORT       | New York City                |
| STERBEDATUM      | 2. März 1972                 |
| STERBEORT        | Winter Park, Florida         |